# Baryconus noveboracensis
Baryconus noveboracensis är en stekelart som först beskrevs av Charles Thomas Brues 1908.  Baryconus noveboracensis ingår i släktet Baryconus och familjen Scelionidae. Inga underarter finns listade.